# Pater Sergius (1917)
Pater Sergius ist ein russisches Stummfilmdrama von Jakow Protasanow aus dem Jahre 1918 mit Iwan Mosschuchin in der Hauptrolle. Der Film basiert auf einer Erzählung von Lew Tolstoi.

## Handlung
Im Mittelpunkt der Geschichte steht das bewegte Leben des jungen Fürsten Kasatzki, dem Spross einer im zaristischen Russland des 19. Jahrhunderts höchst angesehenen Familie. Seine Treue gehört ganz dem Zaren Nikolaus, seine Liebe hingegen der schönen Maria Korotkowa. Er ahnt nicht, dass die junge Frau zugleich die Mätresse seines Herrschers ist. Infolge dieser unglücklich verlaufenden Liebe verliert der Adelige seinen militärischen Rang, muss seine Stellung als Gardeoffizier des Zaren aufgeben und zieht sich daraufhin als Priester in ein Mönchskloster zurück. Dort nimmt er den Namen Pater Sergius an. Doch auch hier treibt ihn die innere Unruhe um, kann er angesichts zu großer säkularer Einflüsse, wie er meint, keinen Seelenfrieden finden. Und so entflieht Sergius dem Orden und zieht sich in eine abgelegene Klause zurück, wo er zum asketischen Einsiedler wird.
Sechs Jahre später: Eine fröhliche Gesellschaft verschiedener Menschen kreuzt seine Wege – unter ihnen die ebenso weltliche wie lustbetonte Makowkina. Für sie ist der attraktive Mann mit dem selbstgewählten Eremitendasein eine Herausforderung, und so versucht sie, ihn mit einem Trick zu verführen, in dem sie sich als hilfloses, frierendes Weibchen darstellt, dass um warme Kleidung und einen Unterschlupf für die Nacht bettelt. Sergius meint, in ihr die Versuchung des Teufels zu erkennen. Kasatzki droht, dieser Fleischeslust zu verfallen und den weiblichen Versuchungen zu erliegen, und so hackt sich der Adelige in einem Anflug von wild entschlossenem Widerstand einen Finger ab. Die Makowkina ist angesichts dieser drastischen, blutigen Geste entsetzt, erkennt ihr leichtfertiges Handeln gegenüber diesem zutiefst fromm gewordenen Mann und bittet ihn um Vergebung.
Ein Jahr später: Auch die Makowkina hat sich durch diese Erfahrung gewandelt und sich in ein Kloster zurückgezogen. Bald scheint Kasatzki alias Pater Sergius seinen inneren Frieden gefunden zu haben, und während die Faulenzer und Tagediebe ihn in seiner Aufrichtigkeit und Frömmigkeit verspotten, verehren ihn die Bauern im Umkreis wie einen Heiligen. Doch erneut packt ihn die innere Unruhe, und er flieht vor der Polizei, die noch immer nach ihm fahndet. Pater Sergius bleibt ein Getriebener, bis er schließlich gefasst und von der Staatsmacht nach Sibirien verbannt wird.

## Produktionsnotizen
Der seit 1915 in Planung begriffene und in der Wendezeit 1917 hergestellte Film galt als die kommerziell erfolgreichste Leinwandproduktion des zaristischen Kinos – obwohl bereits nach dem Sturz des Zaren im Februar 1917 hergestellt. Wie Kay Weniger in seiner Protasanow-Biografie schreibt, sei dies sein „künstlerisch wohl bemerkenswertester Film“.
Die Drehzeit fand exakt zwischen Februarrevolution und Oktoberrevolution 1917 statt, also in der extrem kurzen Zeit zwischen Zarenherrschaft und Bolschewismus im Russland Georgi Lwows und Alexander Kerenskis. Gedreht wurde von März bis Oktober 1917. „Produzent Jermoliew war der Meinung, daß der historische Moment für die Aufführung nicht geeignet sei, und dadurch erschien dieser Film erst im Mai 1918, also bereits während der Sowjetmacht. Er gehört aber der vorrevolutionären Epoche an und ist sogar ihr künstlerische Höhepunkt auf dem Gebiet des Films.“
Die Bauten stammen von Alexander Loschakow und Wladimir Balljusek.
Das genaue Erstaufführungsdatum in Deutschland ist derzeit nicht bekannt, vermutlich lief Pater Sergius aber noch 1918 an. In Österreich-Ungarn, das sich wie Deutschland seit 1914 mit Russland im Kriegszustand befand, lief der Film unter dem Titel Vater Sergius noch während des Ersten Weltkriegs, am 22. März 1918, an.

## Kritik
„Regisseur Protasanow und Drehbuchautor Wolkow haben die literarische Vorlage ernst genommen, sie waren nicht nur um die filmische Wiedergabe der Fabel und der Atmosphäre der Tolstoischen Erzählung bemüht, sondern wollten auch ihren Geist und die ideelle Zielsetzung zum Ausdruck bringen. Sehr deutlich wurde der moralische Zerfall der Aristokratie gezeigt, deren Vertreter Graf Kasazki ist. Die zaristische Despotie wurde bloßgestellt und die Rolle der Kirche, der angeblichen Trösterin der Leidenden, entlarvt. (…) Protasanows künstlerische Handschrift hat, besonders bei der Montage … einen hohen Grad an Vollkommenheit erreicht...“

In Paimann’s Filmlisten ist zu lesen: „Stoff sehr dramatisch. Photos und Spiel ausgezeichnet. Szenerie dem Stoff angepaßt, in den Hof- und Kirchenszenen prachtvoll, als Klausner und Bettelmönch einfach. (Ein Schlager.)“.